# IC 3682
IC 3682 је појединачна звијезда у сазвјежђу Береникина коса која се налази на листи објеката дубоког неба у Индекс каталогу.
Деклинација објекта је + 20° 51' 54" а ректасцензија 12h 42m 19,6s.